# Metakommunikation
Als Metakommunikation wird „Kommunikation über Kommunikation“ bezeichnet. Das Konzept stammt ursprünglich aus der Gestaltpsychologie nach Wolfgang Metzger und aus dem systemischen Ansatz der Familientherapie. Gregory Bateson verwendete den Begriff erstmals 1954 in seinem Aufsatz Eine Theorie des Spiels und der Phantasie, in dem er zwischen meta-sprachlichen und meta-kommunikativen Ebenen unterschied. Der Ausdruck fand schließlich Eingang in den Mainstream der Kommunikationstheorie. 

## Definition
Der Begriff beschreibt, wie Kommunikationspartner ihre Aufmerksamkeit auf eine höhere Ebene verlagern und sich darüber austauschen, wie sie miteinander umgehen oder was sie im Moment stark beschäftigt. Dabei wird eine Haltung der Distanz, aber auch der Offenheit zum eigenen Kommunikationsverhalten und zu den Motiven für dieses Kommunikationsverhalten eingenommen. Diese Form der Kommunikation mit Selbstdistanz, bei der nicht ein Resultat entscheidend ist, das gesendet und rezipiert werden soll, sondern der (kollektive) Kooperationsprozess selbst, wird gelegentlich auch als Hyperkommunikation bezeichnet.

## Anwendungsbereiche
Paul Watzlawick, der jede Botschaft in Inhalts- und Beziehungsebene unterteilt, verortet viele Störungen der alltäglichen menschlichen Kommunikation (insbesondere bei Paaren) auf der Beziehungsebene und sieht Metakommunikation als ein Mittel an, diese aufzulösen. In der interkulturellen Kommunikation gilt Metakommunikation als sprachliches Instrument zur Auflösung von Missverständnissen. Heutzutage findet das Konzept auch in der Management- und Ratgeberliteratur Verwendung. 

## Aspekte der Metakommunikation
Wer Metakommunikation betreibt, sollte sich nach Meinung des Sprachforschers Friedemann Schulz von Thun über folgende wichtige Aspekte Gedanken machen, die die Ausdrucksweise des Senders besser verständlich machen (Metabotschaften):
- Einfachheit der sprachlichen Formulierung
- Gliederung/Ordnung im Aufbau
- Kürze – Prägnanz
- Zusätzliche Stimulanz
- Übereinstimmung von verbaler und nonverbaler Kommunikation (Gestik, Mimik, Körperhaltung, Betonung, Sprechweise, Sprache)
- mäßige, nur deutlich erkennbare Ironie

Jede Botschaft besteht laut Friedemann Schulz von Thun, der den Ansatz von Watzlawick weiterentwickelt, aus vier Teilen, die sich an folgendem Beispiel erläutern lassen: „Der Mann (= Sender) sagt zu seiner am Steuer sitzenden Frau (= Empfänger): ,Du, da vorne ist grün!‘.“
1. Die Sach-Aussage: Sie ist der konkrete Fakt; in diesem Fall, dass die Ampel grün ist.
2. Die Selbstoffenbarung bzw. Selbstkundgabe: Sie zeigt die Person des Senders näher und gibt freiwillig oder unfreiwillig Informationen über den Sender preis. Über den Mann erfährt man in dem vorliegenden Beispiel, dass er die Verkehrsregeln kennt, aufmerksam ist und Deutsch spricht.
3. Die Beziehungsseite: Sie gibt das Verhältnis zwischen Sender und Empfänger an. Das heißt hier, dass der Mann für die Frau ein Helfer zu sein scheint und dass sich beide gut kennen.
4. Der Appell: Er fordert den Empfänger auf, hier zu beschleunigen. Wird der Appell Anlass dafür, die anderen drei Bereiche zu bestimmen und zu funktionalisieren, spricht man von Manipulation.